# Tommy Freeman (Boxer)
Tommy Freeman (* 22. Januar 1904 in Hot Springs, Arkansas, USA als Thomas Jewel Freeman; † 25. Februar 1986) war ein US-amerikanischer Boxer im Weltergewicht und sowohl universeller als auch NBA-Weltmeister.